# ایلان‌کش (کلیبر)
ایلان‌کش یکی از روستاهای استان آذربایجان شرقی است که در دهستان میشه‌پاره بخش مرکزی شهرستان کلیبر واقع شده‌است.